# Klinkbåt
En klinkbåt är en träbåt med bordläggning i klink. I bordläggningen ligger varje övre bord med sin kant utanpå det underliggande bordet. Bordläggningen fästs vid en köl försedd med stäv. Borden stabiliseras med spant.
Den nordiska klinkbåtstraditionen ingår sedan 2021 i Unescos lista över immateriellt kulturarv.